# Monterenzio
Monterenzio (en dialecte bolonyès: Muntarènzi) és una ciutat i comune (municipi) de la Ciutat metropolitana de Bolonya (antiga província de Bolonya), a la regió italiana d'Emilia-Romagna.

## Història
Monterenzio podria ser identificat a Monte Russi, esmentat per primera vegada en un decret de l'emperador Otto III del 998; un castrum (castell) o de Monte Renzoli va ser esmentat en una transacció de 1034. Els primers assentaments es remunten a l'època de Vil·lanova, ja que algunes troballes a prop de Pizzano en són testimonis. En el llogaret de Pianella di Monte Savino es va descobrir un poblament etrusc, actualment encara objecte d'excavacions, que es remunta al segle iv aC, que va posar de manifest la presència d'un tanc per a la recollida d'aigua, sens dubte de domini públic. L'assentament va arribar al seu punt màxim al segle iii aC, i va anar seguit d'un ràpid període de decadència a causa de la presència de romans al territori. S'ha trobat una gran necròpolis al cim del Monte Tamburrino.

## Llocs d'interès
- La Rocca Malaspina ("Castell de Malaspina") s'assembla a una torre-casa. La façana té tres porxades escalonades i finestres còncaves vorejades per un cordó cilíndric.

- Església de Sant'Andrea di Scoveto, al llogaret de Scaruglio, esmentada moltes vegades en els informes del delme del 1300, a prop de la qual havia tingut lloc el mercat de Monterenzio, tal com es recull als Estatuts de Bolonya l'any 1288. D'interès històric també són Villa di Cassano, i, al mont de Castellaccio, un castell esmentat l'any 1297, quan fou fortificat per Bolonya.

- Alguns edificis interessants del segle xiv o XV.

## Ciutats agermanades
Monterenzio està agermanat amb:
- Bibracte, França)